# Парангі Ару
Парангі-Ару — річка в Шрі-Ланке у Північній провінції довжиною 60 км. Площа водозбору становить 832 км².
Вайлу розташована на Шри-Ланці, її течія починається в районі Вавунії і протікає через Маннар і Мулладжіттіву, впадаючи в затоку Палк у протоці Палк. Ця річка єстi важливим водним ресурсом для регіону.